# GDL
GDL AB är ett svenskt åkeri-, speditions- och logistikföretag med huvudkontor i Helsingborg, som ingår i danska DSV Miljø Group A/S.
GDL är sedan 2016 huvudägare av Katrineholm Rail Point, som driver Katrineholms kombiterminal.
GDL driver också Helsingborgs kombiterminal, som ägs av Jernhusen.

## Historik
GDL grundades av NS frakt som Genuin distribution och logistik. 
Danska transportföretaget DSV sålde 2004 sin miljödivision, DSV Miljø A/S (DSVM Group AB) till riskkapitalbolaget Triton för att fokusera på sin logistikverksamhet.
DSV Miljö A/S förvärvade 2006 GDL. Moderbolaget samordnade 2011 GDL, Samfrakt i Kalmar, Östgötafrakt  Linköping och GKF Frakt i Kristianstad under det gemensamma varumärket GDL.
DSV Miljø A/S såldes 2015 av riskkapitalbolaget Triton till en grupp danska investerare. I koncernen ingår också bland andra danska DSV Transport A/S, som transporterar anläggningsmaterial i Danmark, samt Nymølle Stenindustrier A/S, som producerar grus och andra anläggningsmaterial.